# Thomas Savy
Pour les articles homonymes, voir Savy.
Thomas Savy, né le 11 novembre 1972 à Paris, est un clarinettiste, saxophoniste et compositeur de jazz français.

## Biographie
Après des études de clarinette classique et un premier prix au conservatoire national de région de Paris en 1993, Thomas Savy a travaillé sous la direction de Daniel Humair, François Jeanneau, Jean-François Jenny-Clark, Hervé Sellin, ... dans le département "Jazz et musiques improvisées" au Conservatoire national supérieur de musique de Paris et obtenu un premier prix d'improvisation en 1997.
Il découvre la clarinette basse à l'âge de dix-sept ans et la travaille avec notamment Jean-Marc Volta, un des grands spécialistes en classique.
Dans ses premières années, il travaille principalement au saxophone ténor les standards de jazz bebop (Sonny Rollins, John Coltrane, ...) au Petit Opportun avec Alain Jean-Marie, Gilles Naturel et Philippe Soirat, au Baiser Salé ou aux 7 Lézards.
Il intervient dès lors comme sideman dans un parcours incluant la pratique du big band dans diverses formations telles le Vintage Orchestra et le Big Band de Christophe Dal Sasso aussi bien qu'en musique contemporaine dans le Groupe de Recherches Musicales à Radio France ou avec les compositeurs électro Arnaud Rebotini, ...
En 2004, il réunit  comme leader son premier projet éponyme  sous le nom de groupe Archipel avec l'américain Michael Felberbaum à la guitare, Pierre de Bethmann aux claviers, Stéphane Kerecki à la contrebasse et le canadien Karl Jannuska à la batterie. Cet album est plébiscité par la critique (CHOC Jazzman, Disque d’émoi Jazz Magazine, fff Télérama, le Monde). 
En 2008, il joue avec the Institute of Advanced Harmony (Michael Felberbaum, Michel Edelin, Stéphane Kerecki, et Richard Portier) de Steve Potts. David Sanborn l’invite à se produire au festival de Jazz de Montreux avec le Tower of Power en juillet 2008.
En 2010, il enregistre son deuxième album solo à New-York en trio à la clarinette basse avec une section rythmique dépouillée (cb, dr) et consacre sa maîtrise de cet instrument.
En 2012, il participe au projet Les Musiques sacrées de Duke Ellington de la Compagnie Nine Spirit dirigée par Raphaël Imbert.
Il crée un nouveau projet solo,,,, avec le groupe Archipel sous le nom Archipel Bleu en 2014, également plébiscité (ffff Télérama, CHOC Jazzmag-Jazzman, sélection Jazznews, Le Monde). 
Il participe également à des projets de musique classique, notamment avec Natalie Dessay, (le Pâtre sur le Rocher) et en prévoit d'autres avec Karen Vourc'h, Louis Rodde et Guillaume de Chassy.

## Récompenses
2010 : Il est nommé dans la catégorie « Révélation instrumentale de l’Année » aux Victoires du Jazz et pour le « Prix du Disque Français » à l’Académie du Jazz pour son 2e album solo, French Suite.  
2014 : Il est nommé dans la catégorie « Album de l'Année » aux Victoires du Jazz pour son 3e album, Archipel2: Bleu.
2024 : Il est nommé dans la catégorie « Album de l'Année » aux Victoires du Jazz pour son album #Puzzled avec le pianiste Pierre-François Blanchard.

## Discographie

### Jazz - Leader
- Archipel (Nocturne, 2006)
- French Suite avec Scott Colley à la contrebasse et de Bill Stewart à la batterie (Plus Loin Music, 2010) (récompensé par ffff Télérama, CHOC Jazzmag-Jazzman, So Jazz)
- Archipel2: Bleu (Plus Loin Music, 2014)
- #Puzzled  : avec Pierre-François Blanchard & Thomas Savy (Les Rivières Souterraines, 2024), album nommé aux Victoires du jazz 2024.

### Jazz - Sideman
- Bohemia de Rick Margitza (Nocturne, 2004)
- Weatherman de Vintage Orchestra (Jazz aux Remparts, 2005 )
- La tour invisible de Vincent Artaud (2006)
- Classical Faces en sextet de Pierrick Pédron (2006) - (disque d’émoi Jazz Magazine, prix Charles Cros, ƒƒƒ Télérama).
- Music from Source de David El Malek (Plus Loin Music, 2008)
- Four and Four de Fabien Mary Octet (2008)
- Echoes de Christophe Leloil Sextet (Ajmi Series/Integral, 2009)
- Catalogue de Christian Escoudé (Plus Loin Music, 2010)
- Cold Light de Amy Gamlen quintet (There Was, 2010)
- La Tectonique des nuages, opéra-jazz / oratorio (Direction musicale: Laurent Cugny)[10] (Signature/Radio France, 2010) - (Grand prix de l’Académie du Jazz 2010)
- Prétextes de Big Band Christophe Dal Sasso ( Discograph/B Flat Recordings/Harmonia Mundi, 2011)
- Silences avec Guillaume de Chassy (p) et Arnault Cuisinier (b) (Bee Jazz, 2012)
- Ressac de Christophe Dal Sasso (Discograph, 2013)
- Direction de Amy Gamlen Group (Paris Jazz Underground, 2013)
- Sisyphe de Pierre de Bethmann (2014, Plus Loin Music)
- Exo de Pierre de Bethmann (2016)
- Smack Dab in The Middle de Vintage Orchestra (Gaya music, 2017)

### Électro - Sideman
- Organique de Zend Avesta (Artefact, 2000)

### Musique Classique - Instrumentiste
- Eisler & Prokofiev: Bridges (Hollywood Song Book & Transcriptions) avec Guillaume de Chassy (Piano), Laurent Naouri (Baryton-basse) et Arnault Cuisinier (Contrebasse) (Alpha, 2015)
- Schubert - Lieder avec Natalie Dessay (Soprano) et Philippe Cassard (Piano) (Sony Classic, 2017)
- Schubert - Ellington (Live) avec Karen Vourc'h (soprano), Louis Rodde (violoncelle), Thomas Savy (clarinettes), Guillaume de Chassy (piano) (B-Records, 2019)

### musicien Klezmer
- L’Entre-Deux avec Klezmer Nova (L'Orient Express Moving Shnorers, 2012)

## Anecdote
« En fait l'axiome, il n'est pas compliqué : plus on bosse, plus on progresse, plus on se fait plaisir ! »

— Entretien avec Thomas Savy, mai 2024.